# Kalle Eerola
Kalle Eerola (1 de Novembro de 1983) é um futebolista finlandês que já atuou no Lahti, e no FC Haka.